# Campeonato Europeo de Bádminton de 2018
El XXVII Campeonato Europeo de Bádminton se celebró en Huelva (España) del 24 al 29 de abril de 2018 bajo la organización de Badminton Europe (BE) y la Federación Española de Bádminton.
Las competiciones se realizaron en el Palacio de Deportes Carolina Marín de la ciudad andaluza.

## Calendario
| P | Preliminares | ¼ | Cuartos de final | ½ | Semifinales | F | Finales |

| Abril de 2018        | 24 Mar | 25 Mié | 26 Jue | 27 Vie | 28 Sáb | 29 Dom |
| -------------------- | ------ | ------ | ------ | ------ | ------ | ------ |
| Individual masculino | P      | P      | P      | ¼      | ½      | F      |
| Dobles masculino     | —      | P      | P      | ¼      | ½      | F      |
| Individual femenino  | P      | P      | P      | ¼      | ½      | F      |
| Dobles femenino      | —      | P      | P      | ¼      | ½      | F      |
| Dobles mixto         | P      | —      | P      | ¼      | ½      | F      |

## Medallistas
| Evento               | Oro                                                    | Plata                                              | Bronce                                                                                   |
| -------------------- | ------------------------------------------------------ | -------------------------------------------------- | ---------------------------------------------------------------------------------------- |
| Individual masculino | Viktor Axelsen Dinamarca                               | Rajiv Ouseph Inglaterra                            | Jan Jørgensen Dinamarca Brice Leverdez Francia                                           |
| Dobles masculino     | Kim Astrup Sørensen Anders Skaarup Rasmussen Dinamarca | Mads Conrad-Petersen Mads Pieler Kolding Dinamarca | Vladimir Ivanov · Ivan Sozonov · Rusia Jelle Maas · Robin Tabeling · Países Bajos        |
| Individual femenino  | Carolina Marín · España                                | Yevgueniya Kosetskaya · Rusia                      | Mia Blichfeldt Dinamarca Line Kjærsfeldt Dinamarca                                       |
| Dobles femenino      | Gabriela Stoeva Stefani Stoeva Bulgaria                | Émilie Lefel Anne Tran Francia                     | Maiken Fruergaard · Sara Thygesen · Dinamarca Selena Piek · Cheryl Seinen · Países Bajos |
| Dobles mixto         | Chris Adcock Gabrielle Adcock Inglaterra               | Mathias Christiansen Christinna Pedersen Dinamarca | Marcus Ellis · Lauren Smith · Inglaterra Mark Lamsfuß · Isabel Herttrich · Alemania      |

## Medallero
| Núm. | País         | Oro | Plata | Bronce | Total |
| ---- | ------------ | --- | ----- | ------ | ----- |
| 1    | Dinamarca    | 2   | 2     | 4      | 8     |
| 2    | Inglaterra   | 1   | 1     | 1      | 3     |
| 3    | Bulgaria     | 1   | 0     | 0      | 1     |
| 3    | España       | 1   | 0     | 0      | 1     |
| 5    | Francia      | 0   | 1     | 1      | 2     |
| 5    | Rusia        | 0   | 1     | 1      | 2     |
| 7    | Países Bajos | 0   | 0     | 2      | 2     |
| 8    | Alemania     | 0   | 0     | 1      | 1     |
|      | TOTAL        | 5   | 5     | 10     | 20    |